# Sybra striatopunctata
Sybra striatopunctata es una especie de escarabajo del género Sybra, familia Cerambycidae. Fue descrita científicamente por Breuning en 1939.
Habita en Islas Salomón. Esta especie mide 7-11 mm.